# نادي الرؤساء
نادي الرؤساء جمعية خيرية بريطانية تعرف بإقامتها عشاء خيري سنوي. بدأ منذ عام 1985 حتى عام 2018 في قاعة فندق دورشستر في العاصمة الإنجليزية لندن. المدعوون من الذكور فقط يعتبر هذا العشاء حدذا مهما ومرموقا في التقويم البريطاني مثله مثل الأعياد والانتصارات.
بعد تقرير صحيفة فاينانشال تايمز، الذي ذكرت فيه عن سلوك جنسي غير لائق في عشاء عام 2018 أعلنت المؤسسة الخيرية عن نيتها في إنهاء هذا الحدث.
كان رؤساء الجمعية الخيرية في ذلك الوقت هما رجل الأعمال ومطور العقارات بروس ريتشي ورجل الأعمال ومدير قسم التعليم ديفيد ميلر.

## العشاء الخيري
يتضمن العشاء الخيري الذي يحضرة 360 ضيف - كلهم من الرجال- أبرز رجال الأعمال، الترفيهة والسياسة يقوموا بدفع ثمن عشائهم ويشاركوا في مزادات على جوائز وفرص لمقابلة المشاهير والمؤثرين عالميا. تذهب هذه الأموال إلى الجمعيات الخيرية مثل الجمعية الخيرية للأطفال وجمعيات أخرى كالجمعية البريطانية الأولمبية وحقوق المعاقين.
في عام 2008، تم تنظيم العشاء من قبل هارفي جولد سميز. حضر العشاء جاستن كينغ هاربيد تيلمان وروبرت تيكنكيز.
في عام 2010، تم تنظيم العشاء من قبل بيتر شالنسون ومول من قبل شركة هونغ كونغ وشنغهاي للخدمات المصرفية (إتش إس بي سي) والعديد من رجال الأعمال، الفن والسياسة من أمثال لين بلافاتنيك، مايك شيروود، تشارلز دونستون، السير مارتن سوريل، ريتشارد ديزموند، بيرني إكليستون، فلافيو برياتور، نيك كاندي، ديفيد روبن، جيرالد رونسون، هوارد شور، هارفي غولدسميث، جارفيس أستاير، جيمي لحود، دان واغنر وجيمي تاربوك.

## فضيحة التحرش الجنسية 2018
في يناير 2018، أرسلت مجلة فاينانشال تايمز مراسلتان متخفيين لينضموا إلى 130 فرد من طاقم العمل كمضيفات، تم تعيينهم من قبل وكالة أرتيستا. كشفت المراسلتان عن تحرش الضيوف بالمصيفين خلال الأمسية. كشفت المراسلة الأساسية، ماديسون ماريج، أن الضيوف تحرشوا بالمضيفات لفظا وجسدا كما أن بعضهم طلب منهم الانضمام إليهم في غرف نومهم، والسؤال عن رائيهم تجاه الدعارة.
قام أحد الضيوف بالكشف عن قضيبه أمام المضيفات. أقرت ماريج بأنها نفسها قد تعرضت للتحرش الجسدي لأكثر من مرة خلال الأمسية.
العقد الذي تقوم المضيفات بالتوقيع عليه للعمل في هذه المناسبة يقر بإمكانيه حدوث تحرش من بعض الضيوف وأن النادي غير مسئول عنه.
شملت قائمة الضيوف للعشاء السنوي للنادي عام 2018 العديد من رجال الأعمال، الفنانين، الرياضيين البارزين (لكن لم يحضر كل من بالقائمة).
- ليام بوتام، لاعب الركبي
- ريتشارد كارينج، رجل أعمال
- جينو دي أكامبو، شيف المشاهير
- كريستوفر إيفانز، رجل أعمال في مجال التكنولوجيا الحيوية
- فيليب جرين، مدير تنفيذي بالتجزئة
- جورج هولمز، مدير تنفيذي في الجامعة
- بيتر جونز، نجم التنين دين
- فيرنون كاي، مقدم برامج تلفزيونية
- جيمي لحود، مالك مطعم
- بريت بالوس، مطور عقارات
- هاري بريمروز، لورد دالميني، نائب رئيس مجلس إدارة سوذبيز الإنجليزي
- رامي رانجر، مؤسس صن مارك
- بروس ريتشي، مطور العقارات
- بيتر شالسون، مطور العقارات
- تيم شتاينر، المؤسس المشارك والرئيس التنفيذي لشركة اوكادو
- روبرت تشينجويز، رجل أعمال
- دان واجنر، رائد أعمال الإنترنت

## وصلات خارجية
- الموقع الرسمي
- رواية ماديسون ماريج العشاء الأخير للنادي.
- الفضيحة الجنسية لنادي الرؤساء الخيري.

### فيديوهات
- نادي الرؤساء- وثائقي.
- داخل العشاء الخيري لنادي الرؤساء.
- رواية ماديسون عن التحرش داخل النادي